# Ichneumon carinatus
Ichneumon carinatus là một loài tò vò trong họ Ichneumonidae.